# Már megint Malcolm
A Már megint Malcolm (eredeti cím: Malcolm in the Middle) amerikai szituációs komédia. A sorozat első részét 2000. január 9-én sugározták, az utolsó rész, hat és fél év múlva, 2006. május 14-én került adásba. Magyarországon a Comedy Central mutatta be 2009. augusztus 31-én.
A sorozat rengeteg elismerést szerzett: megnyert egy Peabody-díjat, hét Primetime Emmy-díjat, egy Grammy-díjat és hét alkalommal jelölték Golden Globe-díjra.
A filmsorozat középpontjában egy szerény körülmények közt élő alsó-középosztálybeli család tagjai (az apa, az anya és a gyerekek) állnak. A komédia eredeti címe arra utal, hogy Malcolm a gyerekek között a középső, de címbeli kiemeltsége ellenére igazából nincs különösebben kiemelkedő szerepe, a család összes tagja főszereplőnek tekinthető.

## A család
A család vezetékneve összesen kétszer hangzik el a műsor során. Egyszer Francis hord egy névtáblát amelyen az áll: Wilkerson. Másodszor pedig Malcolm megy az utcán és egy gyerek odafut hozzá és megkérdezi tőle, hogy „Mi a vezetékneved”? Mire Malcolm azt feleli: „Wilkerson, miért?”
Az egyik epizódban Reese csatlakozik a sereghez. Az anyja felhívja a tábornokot és megkérdezi tőle, hogy ott van-e Reese Jetson. Ez azonban csak a fiú álneve volt, hogy beléphessen a seregbe.
- Lois: A családanya. Állandóan ellenőrzi a fiúkat és emellett dolgozik az egyik szupermarketben, a Lucky Aide-ben. Ha már nem bírja az öt problémás gyerek nevelésével járó stresszt, időnként bekattan és valóságos őrült módjára viselkedik. Ezt fiai többsége is örökölte tőle. Ettől függetlenül gondoskodó és fontos számára a család.
- Hal: A kissé gyerekes, de gondoskodó családapa. Ő nem olyan szigorú a gyerekekkel, mint Lois, de mindig kiáll a felesége mellett. Néha azonban rájön egy-egy dühroham.
- Reese: Meglepően kevés a józan esze. Nagyon zsarnok, élvezi mások szerencsétlenségét. Mindenkit megver az iskolában, valamint otthon az öccsét Dewey-t. Nem szokott gondolkodni, viszont tehetséges a főzés-sütésben és született katona.
- Dewey: Nagyon intelligens, sok embert be tud csapni. Azonban az igazi tehetsége a zenében rejlik. Annak ellenére, hogy intelligens, egy félreértés miatt kisegítő csoportba kerül. Ez azonban nem befolyásolja teljesítményét. Sok évadon át ő a legfiatalabb, amíg meg nem születik Jamie.
- Malcolm: Ahogy azt a cím is sugallja, ő a középső gyerek (a sorozat elején még négy gyerek közül a harmadik; azonban, miután megszületik Jamie, ez megváltozik, és valóban középső lesz). Malcolm egy zseni, ezért elhelyezik a tehetséges gyerekek osztályába. Legjobb barátja Stevie, aki kerekes székhez van kötve és súlyos légzésproblémái vannak. A zsenialitásának köszönhetően Malcolm végül bekerül a Harvardra.
- Francis: A legidősebb testvér. Nagyon rosszul viselkedik, emiatt katonai iskolába küldik a szülei Alabama államba. Ott van, amikor a sorozat kezdődik. Megszökik az iskolából és csatlakozik egy táborhoz, majd Alaszkába utazik. Itt ismeri meg a feleségét, Piamát. Amikor a tábor bezárul, Francis egy hotelbe megy dolgozni, amit egy német házaspár, Otto és Gretschen Mannkusser üzemeltet.
- Jamie: Annak ellenére, hogy ő a legfiatalabb, megmutatja, hogy ugyanolyan, mint a bátyjai. Bármit teljesít Dewey-nek a dicséretéért, emiatt Reese nagyon bosszús.
- Craig: Nem a család tagja, bár olyan mintha tagja lenne. A fiúkat tekinti a legjobb barátainak. Loisba szerelmes, együtt dolgoznak a Lucky Aidben.
- A nagymama: Lois anyja, senki sem szereti. Lois is állandóan panaszkodik rá a gyerekkora miatt, és a 7. évadban bevallja Reese-nek, hogy tőle örökölte az őrültséget. A 6. évadban amikor Dewey-t akarja megmenteni, elüti egy autó és féllábú lesz. Reese megcsókolná, ha fogat mosna.

## Szereplők
| Szerep  | Színész                       | Magyar hang     |
| ------- | ----------------------------- | --------------- |
| Malcolm | Frankie Muniz                 | Morvay Bence    |
| Lois    | Jane Kaczmarek                | Ősi Ildikó      |
| Hal     | Bryan Cranston                | Juhász György   |
| Reese   | Justin Berfield               | Morvay Gábor    |
| Dewey   | Erik Per Sullivan             | Bogdán Gergő    |
| Francis | Christopher Kennedy Masterson | Pálmai Szabolcs |
| Stevie  | Craig Lamar Taylor            | Penke Bence     |
| Jamie   | Lukas Rodriguez               |                 |

## Epizódok
| Évad | Évad | Epizódok | Eredeti sugárzás     | Eredeti sugárzás | Eredeti adó |
| Évad | Évad | Epizódok | Évadpremier          | Évadfinálé       | Eredeti adó |
| ---- | ---- | -------- | -------------------- | ---------------- | ----------- |
|      | 1    | 16       | 2000. január 9.      | 2000. május 21.  | FOX         |
|      | 2    | 25       | 2000. november 5.    | 2001. május 20.  | FOX         |
|      | 3    | 22       | 2001. november 11.   | 2002. május 12.  | FOX         |
|      | 4    | 22       | 2002. november 3.    | 2003. május 18.  | FOX         |
|      | 5    | 22       | 2003. november 2.    | 2004. május 23.  | FOX         |
|      | 6    | 22       | 2004. november 7.    | 2005. május 15.  | FOX         |
|      | 7    | 22       | 2005. szeptember 30. | 2006. május 14.  | FOX         |

## Zene
A show betétdala a Boss of Me. Írta és rögzítette egy alternatív rockzenekar, a They Might Be Giants.